# コロンバス (自転車メーカー)
コロンバス（Columbus ）はイタリアのチューブ（鋼管）メーカーである。製品はモト・グッツィやフェラーリのスチールフレームにも使用されていた。自転車のフレーム素材としてアルミニウムやカーボンが主流になるに連れアルミチューブやカーボンチューブも多数発売している。2010年現在は自転車フレームも製造している。

## 歴史
- 1919年 - 創業。
- 1931年 - シームレスパイプの製造に成功し、飛行機、自動車、オートバイ、自転車と広く使われるようになった。
- 1977年 - 自転車部門が独立。

## 製品
- SL - スチールバテットチューブ。SLX発売以前の最上級品でデ・ローザ等高級自転車に多用された。厚さは0.9-0.6-0.9mm。
- SLX - スチールバテットチューブ。1985年発売。内部に5本のスプライン状の筋が入ることで剛性を上げている。厚さは0.9-0.6-0.9mm。